# 58186 Langkavel
58186 Langkavel è un asteroide della fascia principale. Scoperto nel 1991, presenta un'orbita caratterizzata da un semiasse maggiore pari a 2,2024579 UA e da un'eccentricità di 0,0258715, inclinata di 2,04284° rispetto all'eclittica.